# پیمان اردوزاده
پیمان اردوزاده (متولد ۲۸ تیر ۱۳۶۸ در پارس‌آباد، استان اردبیل) یک ورزشکار رزمی ایرانی است که در رشته‌های کیک‌بوکسینگ و موی‌تای فعالیت می‌کند. او از قهرمانان ملی و بین‌المللی در این رشته‌ها به‌شمار می‌رود.

## زندگی و فعالیت ورزشی
پیمان اردوزاده در سال ۱۳۶۸ در شهر پارس‌آباد، استان اردبیل به دنیا آمد. او فعالیت ورزشی خود را در سال ۱۳۸۱ با رشته کیک‌بوکسینگ آغاز کرد و پس از چند سال تمرین و موفقیت در این رشته، در سال ۱۳۸۴ به رشته مورد علاقه‌اش، یعنی موی‌تای، تغییر رشته داد.
او از سال ۱۳۸۶ به طور جدی در مسابقات شهرستانی و استانی شرکت کرد و توانست در همان سال‌ها موفقیت‌هایی کسب کند. در سال ۱۳۸۷، برای اولین بار در مسابقات کشوری شرکت کرد و موفق به کسب مدال برنز شد که مقام سوم کشوری محسوب می‌شد. او در سال‌های بعد نیز به موفقیت‌های خود ادامه داد و در چندین دوره از مسابقات کشوری مقام‌های متعددی کسب کرد.
در سال ۱۳۹۴، پیمان اردوزاده به دنیای حرفه‌ای موی‌تای وارد شد و برای ارتقای مهارت‌های خود، چندین ماه را در کشور تایلند، مهد این ورزش، به تمرین پرداخت. در سال ۱۳۹۸، او به تیم ملی موی‌تای ایران توسط سازمان WMF جمهوری اسلامی ایران انتخاب شد و در همان سال به مسابقات جهانی در تایلند اعزام شد.
در این مسابقات، پیمان اردوزاده در دو بخش آماتور و نیمه‌حرفه‌ای و در وزن ۶۷ کیلوگرم شرکت کرد و موفق به کسب مدال طلا در بخش آماتور و مدال برنز در بخش نیمه‌حرفه‌ای شد.

## دستاوردهای ورزشی
- سال ۱۳۸۷: مدال برنز در اولین دوره مسابقات کشوری
- سال ۱۳۹۸: انتخاب به تیم ملی موی‌تای ایران توسط سازمان WMF [۱]

```
 * 
مدال طلا در بخش آماتور
 در مسابقات جهانی موی‌تای در تایلند
 * 
مدال برنز در بخش نیمه‌حرفه‌ای
 در همان مسابقات
```

- سال ۲۰۱۹: مدال طلای مسابقات جهانی موی‌تای
- سال ۲۰۱۹: مدال برنز مسابقات جهانی موی‌تای [۲]
- سال ۲۰۲۴: قهرمانی و کسب کمربند مسابقات جهانی موی‌تای

پیمان اردوزاده به عنوان یکی از چهره‌های برجسته در ورزش موی‌تای و کیک‌بوکسینگ ایران شناخته می‌شود و همچنان به فعالیت در این رشته‌ها ادامه می‌دهد.
1. ↑  https://borna.news/fa/news/827141/%DB%B7-%D9%85%D8%AF%D8%A7%D9%84-%D8%B1%D9%86%DA%AF%D8%A7%D8%B1%D9%86%DA%AF-%D8%A8%D8%B1%D8%A7%DB%8C-%D8%AA%DB%8C%D9%85-%D8%A7%DB%8C%D8%B1%D8%A7%D9%86
2. ↑  https://www.irna.ir/news/4239257/%D9%86%D9%81%D8%B1%D8%A7%D8%AA-%D8%A8%D8%B1%D8%AA%D8%B1-%D9%85%D8%B3%D8%A7%D8%A8%D9%82%D9%87-%D9%85%D9%88%DB%8C-%D8%AA%D8%A7%DB%8C-%D9%82%D9%87%D8%B1%D9%85%D8%A7%D9%86%DB%8C-%DA%A9%D8%B4%D9%88%D8%B1-%D9%85%D8%B9%D8%B1%D9%81%DB%8C-%D8%B4%D8%AF%D9%86%D8%AF